# Les Carnets de Joann Sfar
Les Carnets de Joann Sfar sont le journal intime dessiné de l'auteur.
Joann Sfar y alterne croquis, réflexions sur sa vie personnelle, professionnelle, celle de sa famille, le dessin et la musique. La couverture des cinq premiers albums est un instrument de musique, respectivement harmonica, ukulélé, banjo, piano et guitare. À la suite du départ de Joann Sfar de l'Association, qui publiait initialement Les Carnets, les tomes 11 et suivants sont édités chez Delcourt dans la collection Shampooing, puis chez Marabout à partir du tome 12, puis chez Gallimard à partir du tome 14.

## Albums
Chez l'Association (collection Côtelette)
1. Harmonica (2002), 125 pages  (ISBN 2-84414-110-2)
2. Ukulélé (2003), 438 pages  (ISBN 2-84414-123-4)
3. Parapluie (2003), 207 pages  (ISBN 2-84414-134-X)
4. Piano (2003), 421 pages  (ISBN 2-84414-142-0)
5. Caravan (2005), 848 pages  (ISBN 2-84414-160-9)

Chez Delcourt (collection Shampooing)
1. Greffier (2007), 240 pages  (ISBN 978-2-7560-1064-9)
(à propos du procès de Charlie Hebdo concernant les caricatures de Mahomet)
2. Missionnaire (2007)  (ISBN 978-2-7560-0842-4)
(reprend des voyages au Japon, aux États-Unis et des dessins du Maroc et d'Écosse)
3. Maharajah (2007), 402 pages  (ISBN 978-2-7560-1112-7)
(notamment à propos de son voyage en Inde)
4. Croisette (2008), 305 pages  (ISBN 978-2-7560-1113-4)
(récit de son expérience en coulisses du festival de Cannes 2007 à l'invitation de Gilles Jacob)
5. Si Dieu existe (2015), 224 pages,  (ISBN 978-2-7560-7204-3)
6. Je t'aime ma chatte (2015), 284 pages,  (ISBN 978-2-7560-7421-4)

Chez Marabout (hors collection)
1. Si j'étais une femme je m'épouserais (2016), 342 pages  (ISBN 978-2-501-11473-8)
2. Sfar, c'est arabe? (2018), 350 pages  (ISBN 978-2-501-11477-6)

Chez Gallimard (hors collection)
1. Comment maigrir ? (2022), 408 pages  (ISBN 978-2-075-16916-5)
2. On s'en fout quand on est mort (2022), 380 pages  (ISBN 978-2-075-17221-9)
3. Les enfants ne se laissaient pas faire (2023), 464 pages  (ISBN 978-2-075-17534-0)
4. Young man (2023), 352 pages  (ISBN 978-2-0752-0071-4)